# Сибія чорноголова
Си́бія чорноголова (Actinodura sodangorum) — вид горобцеподібних птахів родини Leiothrichidae. Мешкає у В'єтнамі і Лаосі. 

## Відкриття
Про спостереження нового виду вперше було повідомлено в квітні 1996 року. 17 березня 1998 року орнітологам вдалося спіймати самицю чорноголової сибії  на горі Нгоклінь у в'єтнамській провінції Контум. Вид був науково описаний в 1999 році.

## Опис
Довжина птаха становить 24 см. Верхня частина тіла оливково-коричнева, нижня частина тіла охриста, крила темні, голова сіра, тім'я чорне. На крилах чорні смуги. Хвіст каштановий, сильно поцяткований чорними смугами. Очі темно-карі, дзьоб роговий, лапи темно-сірі.

## Поширення і екологія
Чорноголові сибії мешкають на заході В'єтнаму і в південно-східному Лаосі. Вони живуть у вологих гірських тропічних лісах, високогірних чагарникових заростях, на високогірних луках і плантаціях. Зустрічаються на висоті від 100 до 2400 м над рівнем моря.

## Збереження
МСОП класифікує стан збереження цього виду як близький до загрозливого. За оцінками дослідників, популяція чорноголових сибій становить від 6600 до 13400 птахів. Їм загрожує знищення природного середовища.